# ۷ روز در هاوانا
۷ روز در هاوانا (اسپانیایی: 7 días en La Habana‎) فیلمی در ژانر درام به کارگردانی خولیو مدم، لوران کانته، بنیسیو دل تورو، گاسپار نوئه، پابلو تراپرو، ایلیا سلیمان، و خوان کارلوس تابیو است که در سال ۲۰۱۲ منتشر شد. از بازیگران آن می‌توان به دانیل برول، امیر کوستوریتسا، جاش هاچرسون، ایلیا سلیمان، دیزی گرانادوس و خورخه پروگوریا اشاره کرد.